# Acalyptris limoniastri
Acalyptris limoniastri là một loài bướm đêm thuộc họ Nepticulidae. Nó chỉ được biết đến từ biên giới phía bắc Sahara ở Algérie và Tunisia.
Sải cánh dài 5.5–6.6 mm.
Các giai đoạn trưởng thành không rõ lắm. Loài này được sưu tập năm 1904 ở bụi cây Limoniastrum guyonianum. 